# Mark Villar

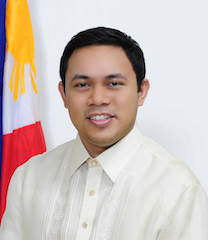
Mark Villar

Mark Villar (Las Piñas, 14 augustus 1978) is een Filipijns politicus. Villar was van 2016 tot 2021 minister van Publieke Werken en Snelwegen in het kabinet van president Rodrigo Duterte. Daarvoor was hij van 2010 tot 2016 afgevaardigde namens Las Piñas in het Filipijnse Huis van Afgevaardigden. Bij de verkiezingen van 2022 doet Villar mee aan de Senaatsverkiezingen.

## Biografie
Mark Villar werd geboren op 14 augustus 1978 in Las Piñas. Hij is het tweede van drie kinderen van Manny Villar en Cynthia Villar. Villar studeerde aan de International School Manila in Makati. Nadien studeerde hij aan de University of Pennsylvania in de Verenigde Staten. Daar behaalde hij Bachelor-diploma's Economie, Politieke Wetenschappen en Filosofie. Ook behaalde hij nog een MBA-diploma aan de University of Chicago Booth School of Business. Na terugkeer in de Filipijnen werkte Villar zo'n 10 jaar voor enkele van de Villar familiebedrijven. Hij was onder meer president van Crown Asia Corporation en nadien bestuursvoorzitter van Vista Land & Lifescapes.
Bij de verkiezingen van 2010 werd Villar namens het kiesdistrict van Las Piñas gekozen in het Filipijns Huis van Afgevaardigden. Hij volgde daarmee zijn moeder op, die drie jaar later werd gekozen in de Senaat van de Filipijnen. In 2013 en 2016 werd hij herkozen. 
Enkele maanden na zijn tweede herverkiezingen werd Villar door de nieuwe president Rodrigo Duterte benoemd tot minister van Publieke Werken en Snelwegen. Hij gaf daarvoor zijn zetel in het Huis op. Bij zijn aantreden als minister gaf Villar aan een einde te willen maken aan de vele vertraagde, door corruptie geplaagde en kwalitatief ondermaatse projecten. Desondanks kwam zijn ministerie toch in een kwaad daglicht toen senator Panfilo Lacson een corruptieschandaal aan het licht bracht. Een reeks projecten ter waarde van 469 miljoen Filipijnse peso werd zowel in 2020 als in 2020 door het ministerie gefinancierd. President Duterte verklaarde dat Villar geen blaam trof. Een door Villa ingestelde werkgroep leidde uiteindelijk tot het ontslag van 14 ambtenaren wegens corruptiepraktijken.  
Nadat Villar bekend maakte zich bij de verkiezingen van 2022 verkiesbaar te stellen voor een zetel in de Senaat van de Filipijnen diende hij begin oktober 2021 zijn ontslag als minister in. Indien Villar in de Senaat wordt gekozen zal hij daar de eerste drie jaar samen met zijn moeder dienen. Haar tweede en dus laatste opeenvolgend termijn loopt in 2025 af.